# Oki Yuya
Yuya Oki (sinh ngày 22 tháng 8 năm 1999) là một cầu thủ bóng đá người Nhật Bản.

## Sự nghiệp câu lạc bộ
Yuya Oki đã từng chơi cho Kashima Antlers.